# SPI Group
«S.P.I.» (часто упоминается как SPI) — международная группа компаний, занимающаяся преимущественно производством и продажей алкогольных напитков, а также недвижимостью и сельским хозяйством.
Будучи российской по происхождению, основанная на российском капитале, S.P.I. Group включает в себя компании, зарегистрированные в разных странах.

## История
S.P.I. Group начала формироваться в 1997 году на базе ЗАО «Союзплодимпорт».
В 2005 году S.P.I. Group и компания Pernod Ricard (крупнейший мировой дистрибьютор алкогольных напитков) подписали глобальный долгосрочный договор, в соответствии с которым Pernod Ricard предоставляется эксклюзивное право продажи водки «Stolichnaya» в большинстве стран мира.
В 2006 году в партнерстве со старейшим винным домом Италии «Маркези де Фрескобальди» (Marchesi de' Frescobaldi) и известным калифорнийским виноделом Майклом Мондави группой S.P.I. было создано совместное предприятие Tenute di Toscana, в состав которого вошли три престижных винных поместья, производящих знаменитые элитные вина.
Летом 2006 года группой было сделано ещё одно серьезное приобретение: S.P.I. Group стала владельцем крупнейшего алкогольного производственного предприятия Уральского региона — ОАО (
ныне —  АО) «Пермалко».
В 2011 году  S.P.I. Group приобрела долю в аргентинском винодельческом хозяйстве.

## Собственники и руководство
Владелец компании — Юрий Шефлер.

## Деятельность
Основные марки компании — это «Stolichnaya», «Moskovskaya», «Кремлёвская», «Казначейская» и «Рижский чёрный бальзам». Сегодня группе принадлежит более 130 брендов алкогольных напитков. Продукция S.P.I. Group продаётся более чем в 120 странах, при этом марки Stolichnaya и Moskovskaya не продаются на территории России.
S.P.I. Group обеспечивает полный цикл производства продукции, владея несколькими ликероводочными заводами, спиртовым производством и самостоятельно выращивая зерно для производства спирта. Компании принадлежат: ликёро-водочный завод ОАО «СПИ-РВВК» (Калининград), АО «Латвияс Бальзамс» (Рига), спиртоводочное предприятие ОАО «ТАЛВИС» (Тамбов), ОАО «Кедр» (Иркутск).
Ежегодные продажи группы превышают 100 миллионов литров спиртного. В 2004 продажи алкоголя компанией составили $3,59 млрд, на Stolichnaya пришлось $2,04 млрд, таким образом это был третий по популярности водочный бренд в мире после Smirnoff и Absolut.

## Конфликт между S.P.I. и ФКП «Союзплодоимпорт»
В 2000-е годы возник серьёзный конфликт между S.P.I. и российской государственной компанией «Союзплодоимпорт» за обладание известными «водочными» марками, являющимися наследием «советской» эпохи.
В России права на водочные марки «Столичная» и «Московская» принадлежат Федеральному казённому предприятию (ФКП) «Союзплодоимпорт». С конца 2001 года ФКП постепенно восстанавливает права РФ на эти марки за рубежом.
В частности, «Союзплодоимпорт» провёл в ряде стран множество судебных процессов по возвращению прав на указанные товарные знаки. В одних странах суды принимали решения в пользу ФКП «Союзплодоимпорт», а в других — в пользу S.P.I.
В июле 2003 года Международное бюро Всемирной организации интеллектуальной собственности признало ФКП «Союзплодоимпорт» законным владельцем международных товарных знаков Stolichnaya, Moskovskaya, «Лимонная», Zubrovka, Sibirskaya, «Русская», а также товарного знака Soviet Sparkling. В 2006 году суд города Роттердам (Нидерланды) вынес решение, согласно которому компания S.P.I. не является добросовестным приобретателем товарных знаков, зарегистрированных на территории стран Бенилюкса. В июле 2012 года это решение было подтверждено апелляционным судом в Гааге. Это решение позволило ФКП обратиться в суд с требованием запретить оборот в Бенилюксе товарных знаков, доставшихся SPI Group недобросовестным путем. Решение по этому делу в пользу ФКП в марте 2015 года вынес суд Роттердама.
7 июня 2007 года Европейский суд по правам человека вынес решение о признании решений российских судов, на основании которых права на товарные знаки признаны за РФ, соответствующими Европейской конвенции о защите прав человека и основных свобод.
3 марта 2010 года Верховный суд Бразилии признал действительным на территории Бразилии решение Президиума Высшего Арбитражного суда РФ от 16.10.2001 г., согласно которому единственным правообладателем ряда государственных товарных знаков, в том числе Stolichnaya является ФКП «Союзплодоимпорт».